# Labarnas I
Labarnas I (Labarnaš I) va ser rei dels hitites possiblement entre el 1680 aC 1650 aC. Es considera que va ser el primer rei i fundador de l'Imperi hitita, però també hi ha qui pensa que en realitat no va existir. Alguns autors creuen que els fets que se li atribueixen són una reconstrucció dels reis hitites posteriors, que li van atribuir fets paral·lels o idèntics als del seu successor Hattusilis I, o que Hattusilis I, que també portava el nom de Labarnas, va confondre per això als seus successors quan van redactar les notes històriques que es conserven.
Hauria adoptat el seu nom quan va pujar al govern, un nom que es creu que era d'origen hatti, i en aquella llengua hauria significat "Sobirà" o potser "Governant poderós". Alguns historiadors pensen que en realitat no va ser el primer rei, sinó que ho hauria estat Pusarrumas, el seu sogre, fill de Tudhalias I. A la seva dona se l'anomenava Tawannanna, un títol luvita que potser vol dir "la més recta", suposada filla de Pusarrumas i hereva del regne pel desheretament del seu germà Papahdilmah al que segurament corresponia el tron. Els fills de Pusarrumas s'haurien revoltat contra el seu pare, que va designar Labarnas com a hereu i successor. Mort el rei, Papahdilmah s'hauria aixecat contra Labarnas però aquest l'hauria vençut.
Labarnas va expandir el seu territori. Va arribar a la mar (probablement la mar Negra o la mar Mediterrània, ja que se sap que el seu successor dominava Adaniya (Cilícia). Va designar a un fill governador de Hupišna, Tawunawa, Nenasa (Nenašša), Landa (a l'est d'Hattusa), Zallara (regió a la riba nord-oest del llac de la sal), Parsuhanta o Purushanda (Paršuhanta o Purušhanda) i Lusna (Lušna). A l'oest es trobava Arzawa, que probablement era un regne luvita que havia assolit l'hegemonia, i es creu que Labarnas va poder dominar algunes ciutats que abans eren d'aquest regne. Alguns historiadors pensen que en realitat aquestes conquestes les va fer el seu successor homònim Labarnas II o Hattusilis I.